# Морська корона
Морська корона (лат. corona navalis) — золота корона, увінчаною невеликими копіями носів кораблів. Це була римська військова нагорода, яку вручали першій людині, яка потрапиляла на ворожий корабель під час морських боїв.
В геральдиці морська корона встановлена поверх щитів гербів морських суден та інших підрозділів, що належать деяким флотам. Герб складається з кола із вітрилами та кормами кораблів, що чергуються зверху.

## Галерея

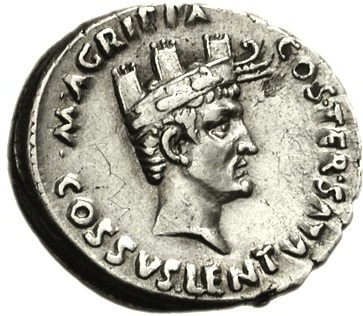
Агріппа в морській короні, вшановуючи свою роль у битві при Актії
Морська корона на гербі Британських територій Індійського океану
Герб Гонконгу (1959–1997)
Морська корона на гербі ВМС Бразилії
Військово-морська корона на гербі ВМС Чилі
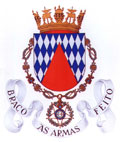
Морська корона на гербі португальської морської піхоти
Морська корона на гербі міста Бургас, Болгарія
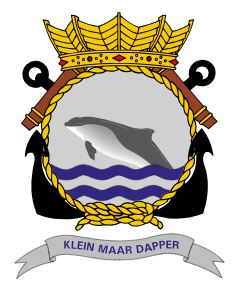
Герб підводного човна Bruinvis